# Diga di Verbois
La diga di Verbois è una diga a gravità situata in Svizzera, nel Canton Ginevra, sul confine tra i comuni di Russin e Aire-la-Ville.

## Descrizione
Inaugurata nel 1943, ha un'altezza di 34 metri e il coronamento è lungo 340 metri. Il volume della diga è di 131.000 metri cubi.
Il lago creato dallo sbarramento, il lac de Verbois, ha un volume massimo di 12 milioni di metri cubi, una lunghezza di 11,4 km e un'altitudine massima di 369 m s.l.m. Lo sfioratore ha una capacità di 530 metri cubi al secondo.
La diga è dotata di una centrale idroelettrica, sono installate 4 turbine Kaplan, per una potenza complessiva di 100 MW. È sfruttata dall'azienda Services industriels de Genève.
La diga è inoltre dotata di una scala di risalita per pesci a bacini successivi.

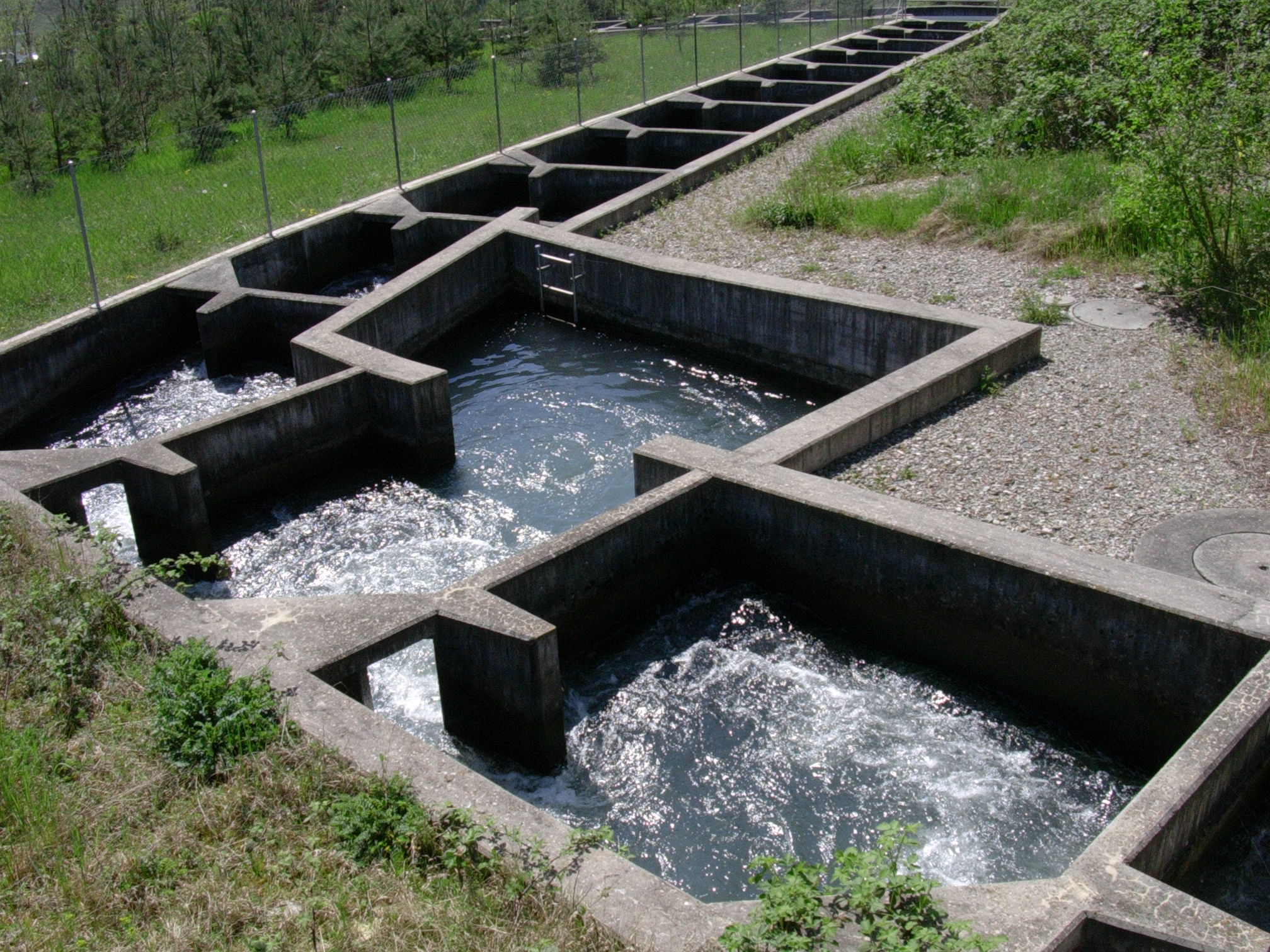
La scala di risalita per i pesci